# József Gyuricza
József Gyuricza (ur. 16 stycznia 1934 w Hódmezővásárhely, zm. 11 marca 2020 w Budapeszcie) – węgierski florecista, brązowy medalista olimpijski i wielokrotny medalista mistrzostw świata.
Na igrzyskach olimpijskich w Melbourne (1956) Węgrzy w składzie: Endre Tilli, József Sákovics, József Gyuricza, Mihály Fülöp, Lajos Somodi Sr. i József Marosi zdobyli drużynowo brązowy medal. Indywidualnie zajął piąte miejsce, ex aequo z Francuzem Claude’em Netterem. Na rozgrywanych cztery lata później igrzyskach olimpijskich w Rzymie był czwarty w drużynie. Brał też udział w igrzyskach olimpijskich w Tokio (1964), gdzie drużynowo zajął siódme miejsce, a w turnieju indywidualnym odpadł w fazie ćwierćfinałowej.
Podczas mistrzostw świata w Brukseli w 1953 roku razem z Aladárem Gerevichem, Lajosem Maszlayem, Endre Palóczem, Józsefem Sákovicsem i Endre Tillim zdobył brązowy medal w zawodach drużynowych. W konkurencji tej zdobył też złoty medal na mistrzostwach świata w Paryżu (1957), srebrne na mistrzostwach świata w Rzymie (1955), mistrzostwach świata w Turynie (1961), mistrzostwach świata w Buenos Aires (1962) i mistrzostwach świata w Moskwie (1966) oraz brązowe na mistrzostwach świata w Luksemburgu (1954) i mistrzostwach świata w Rzymie (1955). Ponadto zdobył złoty medal indywidualnie na MŚ 1955, wyprzedzając Francuzów: Christiana d’Oriolę i Jacques’a Lataste.
Po zakończeniu kariery pracował jako trener w Budapeszcie.
W 1960 otrzymał Medal Zasługi Pracy, a w 1996 roku został odznaczony Orderem Zasługi.